# Licuala modesta
Licuala modesta är en enhjärtbladig växtart som beskrevs av Odoardo Beccari. Licuala modesta ingår i släktet Licuala och familjen Arecaceae. Inga underarter finns listade i Catalogue of Life.